# Comedy Central
 (juin 2025).
Si vous disposez d'ouvrages ou d'articles de référence ou si vous connaissez des sites web de qualité traitant du thème abordé ici, merci de compléter l'article en donnant les références utiles à sa vérifiabilité et en les liant à la section « Notes et références ».
Comedy Central, initialement The Comedy Network est une chaîne de télévision américaine payante spécialisée créée le 1er avril 1991,  axée sur l'humour et le rire, diffusant des programmes originaux ou en distribution centralisée. La chaîne est déclinée dans plusieurs pays parmi lesquels Belgique, Suisse, Pologne, Allemagne, Pays-Bas, Hongrie, Italie, Espagne, Suède, Royaume-Uni, France, Irlande, Nouvelle-Zélande, Israël ou Autriche. 
Son succès commercial dans le monde provient notamment de la série South Park.
En France, la chaîne intitulée Comédie ! est adaptée par le Groupe Canal+ et lancée le 29 novembre 1997. Une nouvelle version de la chaîne Comédie+ est créée par Viacom, le 4 octobre 2018.

## Histoire
En novembre 1989, le propriétaire de HBO, Time Life, lance The Comedy Channel, la première chaîne de télévision thématique consacrée exclusivement à la comédie et à l'humour. De son côté, Viacom lance le 1er avril 1990 une chaîne concurrente appelée Ha!. Un an plus tard le 1er avril 1991, les deux chaînes fusionnent, appelée d'abord CTV: The Comedy Network pour les deux premiers mois avant d'adopter son nom actuel afin de s'éviter des ennuis de la part du réseau canadien CTV.
En 2003, Viacom rachète les parts encore détenues par Time Warner et devient unique propriétaire de la chaîne. En France, la chaîne adaptée par le Groupe Canal+ est intitulée Comédie+. La déclinaison de la version originale est officiellement lancée par Viacom le 4 octobre 2018.
Au Canada, la chaîne n'est pas autorisée pour être distribuée chez les fournisseurs mais la majorité de ses émissions se retrouvent sur CTV Comedy Channel (anciennement The Comedy Network).
En Flandre, la chaîne Comedy Central Vlaanderen est lancée en 2014, et occupe un canal propre depuis le 1er novembre 2015.
En Autriche, la chaîne Comedy Central Austria est lancée le 1er janvier 2011 en partageant l'antenne d'une autre chaîne puis elle exploite un canal spécifique à partir du 31 décembre 2018.

### Identité graphique

Deuxième, troisième et quatrième ères du deuxième logo (1991–2000)
Cinquième et sixième ères du troisième logo (2001–2011)
Septième et huitième ères du quatrième logo (2010–2018)
Logo de Comedy Central HD à partir du 1er janvier 2011
Nouvelle ère du nouveau logo (2018- )

## Programmation originale

### Séries
- South Park (animation, 1997–en cours)
- [2]
- Digman! (en) (animation, depuis 2023)

### Talk-shows, stand-up, émissions et téléréalités
- The Daily Show (talk-show, 1996–en cours)

### Anciennes séries
- Mystery Science Theater 3000 (1991–1996)
- Docteur Katz (Dr Katz, Professional Therapist) (1995–1999)
- Strangers with Candy (1999–2000)
- Bush Président (That's My Bush!) (2001)
- Reno 911, n'appelez pas ! (Reno 911!) (2003–2009)
- Drawn Together (2004–2007)
- Lil' Bush (2007–2008)
- Futurama (animation, 2008–2013) (anciennement sur Fox 1999–2003)
- Kröd Mändoon and the Flaming Sword of Fire (2009)
- Ugly Americans (animation, 2010–2012)
- Workaholics (2011–2017)
- Jon Benjamin Has a Van (2011)
- Key & Peele (sketches, 2012–2015)
- Brickleberry (animation, 2012–2015)
- Inside Amy Schumer (sketches, 2013–2016)
- Drunk History (sitcom, 2013–2019)
- Broad City (sitcom, 2014–2019)
- TripTank (animation, 2014–2016)
- Big Time in Hollywood, FL (en) (sitcom, 2015)
- Another Period (sitcom, 2015–2018)
- Idiotsitter (sitcom, 2016–2017)
- Legends of Chamberlain Heights (en) (animation, 2016–2017)
- Jeff & Some Aliens (en) (animation, 2017)[3]
- Detroiters (en) (2017–2018)[4]
- The President Show (en) (sitcom de fin de soirée, 2017)
- Corporate (en) (sitcom, 2018–2020)[5]
- The Other Two (en) (2019[6], puis HBO Max)
- South Side (en) (2019[7], puis HBO Max)
- Awkwafina Is Nora from Queens (en)[8] (sitcom, depuis le 22 janvier 2020-2023)
- Robbie (en)[9] (2020 sur CC.com)[10]

### Anciennes émissions
- Politically Incorrect (1993–1997, puis sur ABC 1997–2002)
- Crank Yankers (2002–2007, 2019–2022)[11]
- Chappelle's Show (2003–2006)
- Comedy Central Roast (en) (profils, 2003–2019)
- The Colbert Report (talk-show, 2005–2014)
- Tosh.0 (en) (vidéos viraux, 2009–2020)
- John Oliver's New York Stand-Up Show (en) (stand-up, 2010–2013)
- The Comedy Awards (en) (remise de prix annuelle, 2011–2012)
- Comedy Central Stand-Up Presents (en) (stand-up, 2012–2017)
- The Burn with Jeff Ross (en) (talk-show, 2012–2013)
- This Is Not Happening (en) (stand-up, 2015–2019)
- Not Safe with Nikki Glaser (en) (talk-show et sketches, 2016)
- The Jim Jefferies Show (en) (talk-show de fin de soirée, 2017–2019)[12]